# Fleuré, Vienne

Fleuré este o comună în departamentul Vienne, Franța. În 2009 avea o populație de 995 de locuitori.